# خانواده کارگیل
خانواده کارگیل (به انگلیسی: Cargill family) یکی از ثروتمندترین خانواده‌های جهان است، که مالک اصلی شرکت مواد غذایی کارگیل محسوب می‌شود. بر پایه گزارش مجله فوربز در سال ۲۰۱۳ اگر سهام این شرکت کارگیل به‌طور عمومی به فروش گذاشته شود، این شرکت جزء ده شرکت برتر فهرست فورچون ۵۰۰ قرار می‌گرفت. طبق اعلام مجله فوربز، چهار نفر از اعضای این خانواده در سال ۲۰۱۰، هر کدام با ثروت ۴٫۵ میلیارد دلار، در جایگاه ۱۷۶ از فهرست ثروتمندترین افراد جهان قرار دارند.
اعضای خانواده کارگیل که به شدت از انظار عمومی کناره‌گیری می‌کنند، از نوادگان ویلیام دبلیو. کارگیل هستند، که شرکت کارگیل را در آیووا و بعد از جنگ‌های داخلی آمریکا تأسیس کرد. وی پسر یک کاپیتان دریایی اسکاتلندی بود.
خانواده کارگیل مالک ۹۰٪ درصد این کسب و کار خانوادگی است. از آنجایی که کنترل شرکت کارگیل تقریباً در دست این خانواده است و آن‌ها دارایی‌های دقیق آن را افشا نمی‌کنند، ثروت دقیق این خانواده نیز مشخص نیست!!

## ویلیام کارگیل
ویلیام دبلیو. کارگیل در سال ۱۸۶۵ یک انبار خرید و اولین تأسیسات نگهداری حبوبات در ایالات متحده آمریکا را راه‌اندازی کرد. برادران ویلیام، سام و جیمز هم، به زودی به کسب و کار او پیوستند و دفتر مرکزی شرکت را در لاکروس در ایالت ویسکانسین تأسیس کردند. آن‌ها برای جمع‌آوری و فرآوری حبوبات به گسترش سیستم راه‌آهن کمک زیادی کردند. این شرکت طی بیش از ۱۴۰ سال رشد زیادی داشته و تبدیل به یک شرکت عظیم شده‌است.

## شعبه‌های خانواده
خانواده کارگیل دو شاخه دارد. پس از مرگ ویلیام کارگیل در سال ۱۹۰۹ داماد او، جان مک‌میلان، شرکت را از بحران بدهی‌ها نجات داد. او با بانک‌های مختلف مذاکره کرد و همچنین برخی از بخش‌های کسب و کار را که روی تجارت حبوبات تمرکز نداشتند، فروخت. او همچنین دفتر مرکزی شرکت را به مینیاپولیس انتقال داد؛ بنابراین دو شاخه تشکیل دهنده این خانواده عبارتند از:
- خانواده مک‌میلان
- خانواده کارگیل

این دو خانواده از حوالی سال ۱۸۸۰ خانواده‌های برجسته و ثروتمندی در لاکروس بوده‌اند.

## اعضای خانواده
اعضای مشهور خانواده کارگیل عبارتند از:
- کارگیل مک‌میلان جونیور
- ویتنی مک‌میلان
- ماریون مک‌میلان پیکتت
- پائولین مک‌میلان کینات
- جیمز آر. کارگیل دوم
- مری جانت مورس کارگیل
- اوستین اس. کارگیل دوم
- مارگارت آن کارگیل

## شرکت کارگیل
شرکت کارگیل از سال ۱۹۹۵ و پس از بازنشستگی ویتنی مک میلان، دیگر توسط خانواده کارگیل مدیریت نمی‌شود. شرکت کارگیل در حال حاضر یک شرکت خصوصی چندملیتی واقع در مینیاپولیس، مینه‌سوتا است. کسب و کار این شرکت شامل خرید، فرآوری و توزیع حبوبات و دیگر محصولات کشاورزی، تولید و فروش غذای دام و مواد اولیه برای غذاهای آماده و مواد دارویی می‌شود. این شرکت همچنین به عنوان یک بدنه بزرگ خدمات مالی فعالیت کرده و کار مدیریت ریسک‌های مالی در بازار کالاهای مصرفی شرکت را انجام می‌دهد. کارگیل همچنین در زمینه گاز و الکتریسیته فعالیت دارد.
درآمد شرکت کارگیل در سال ۲۰۱۰ در حدود ۱۰۷٫۹ میلیارد دلار و درآمد خالص آن در حدود ۲٫۶ میلیارد دلار برآورد شده‌است. بیش از ۱۶۰ هزار نفر در حال حاضر برای این شرکت مشغول به کار هستند.

## افراد برجسته کنونی
- پائولین مک‌میلان کینات، ۷۶ سال دارد. وی دارای ۴ فرزند بوده و در حال حاضر ساکن سن لوئیس در ایالت میزوری است. ثروت او در حدود ۴٫۵ میلیارد دلار تخمین‌زده شده‌است.[۴]
- کارگیل مک‌میلان جونیور، هم با ثروت ۴٫۵ میلیارد دلار صد و هفتاد و ششمین میلیاردر جهان است. او در دانشگاه ییل تحصیل کرده و در حال حاضر ساکن وایزاتا در مینه‌سوتا است. وی ازدواج کرده و چهار فرزند دارد. کارگیل مک‌میلان در تاریخ ۱۴ نوامبر ۲۰۱۱ درگذشت.[۵][۶]
- ماریون مک میلان پیکتک، نیز مثل سه عضو دیگر خانواده ثروتی ۴٫۵ میلیاردی دارد. او ۷۷ سال داشته و در حال حاضر ساکن همیلتون است. ماریون مک‌میلان از همسر خود جدا شده و یک فرزند دارد.